# Kommandierung
Mit einer Kommandierung wird in Deutschland verfügt, dass ein Soldat der Bundeswehr, der eine Stelle im Stellenplan innehat (Dienstposten), unter Beibehaltung dieser Stelle bei einer anderen Dienststelle, innerhalb der gleichen Dienststelle an einem anderen Dienstort oder bei einer nichtamtlichen Stelle vorübergehend Dienst leisten soll. Die Kommandierung entspricht der Abordnung bei Beamten und Richtern.
Eine Kommandierung ist zu verfügen, wenn die vorübergehende anderweitige Verwendung von Soldaten in einer „allgemeinen Dienstleistung“ besteht. Andernfalls wird eine Dienstreise angeordnet. Bei der Kommandierung wechselt die Disziplinarbefugnis auf den Leiter der aufnehmenden Dienststelle, sofern die verfügende Stelle nichts anderes anordnet.
Die Kommandierungsverfügung ist zu den Personalakten (Grundakte und ggf. Nebenakte) zu nehmen. Die Ausfertigung für den Soldaten wird ihm im Regelfall vor Beginn der Dienstantrittsreise ausgehändigt oder bekanntgegeben. Aushändigung bzw. Bekanntgabe sind aktenkundig zu machen. Neben der Ausfertigung für den Soldaten erhalten weitere Ausfertigungen in der Regel die abgebende, die aufnehmende, die die Grundakte führende und die die Nebenakte führende Dienststelle, die gebührniszahlenden Stellen (das zuständige Dienstleistungszentrum des Bundesverwaltungsamts und der Rechnungsführer des Bundeswehr-Dienstleistungszentrums) sowie das zuständige Karrierecenter der Bundeswehr.
Ein „Versetzung mit vorangehender Kommandierung“ wird durchgeführt, wenn die Stelle im Stellenplan zu einem bestimmten Zeitpunkt wechselt, der Soldat aber vor diesem Termin schon bei der neuen Dienststelle Dienst leisten soll.